# Patrik Rosengren
Patrik "Bagarn" Rosengren, född 25 juli 1971 i Sölvesborg, är en svensk före detta fotbollsspelare (försvarare) som under hela sin seniorkarriär endast spelade i två klubbar; moderföreningen Mjällby AIF och senare Kalmar FF med vilka han 2008 vann allsvenskt guld. 
Rosengren har av många fotbollsexperter nämnts som "den bäste svenske spelaren som aldrig fått göra en landskamp".

## Spelarkarriär

### Äntligen Allsvenskan
Efter att under hela sitt fotbollsliv, trots många anbud från andra klubbar, tillhört Mjällby AIF tog Rosengren år 2002 sin sista (trodde man då) chans till allsvenskt spel. Han värvades av nykomlingen Kalmar FF där han sedan spelade under perioden 2002-2008. Rosengren blev genast en av nyckelspelarna i laget tack vare sitt dominanta huvudspel och i övrigt närmast prickfria mittbacksspel. Redan sin första säsong i klubben blev han med över 60% av rösterna utsedd till "Årets spelare" enligt Kalmar-fansen.
Under hela den tid han representerade Smålandsklubben var han en av deras bästa spelare, krönt av ett SM-guld under sitt sista år (2008) i föreningen. 

### Hemvändare och allsvensk igen
Inför säsongen 2009 skrev "Bagarn" (smeknamn från pappan som var just det – en bagare) ett 1-års-kontrakt med sin moderklubb Mjällby AIF. Återkomsten blev lyckad för Rosengren. Mjällby vann i stor stil Superettan och tog klivet upp till Allsvenskan för första gången sedan 1985 och gav Rosengren chansen till en ny sejour i högsta serien. Den chansen tog han då han strax efter förlängde sitt kontrakt med ännu ett år. Det blev sedan ytterligare två säsonger i Allsvenskan med Mjällby innan Rosengren hösten 2012 definitivt avslutade sin karriär på elitnivå, in i det sista som en given startspelare då han var fri från skador.

### Bäste utan landskamp
Rosengrens stora styrkor på planen var hans starka huvudspel, säkra brytningar och exceptionella förmåga att i förväg läsa av spelet. "Bagarn" har av press och publik ofta hyllats för sitt klanderfria spel på planen och lika ödmjuka sätt utanför den samma. Han har av flera fotbollsexperter kallats "den bäste svenske spelare som aldrig fått göra en landskamp".

## Tränarkarriär
2016 blev Patrik Rosengren ny tränare för Mjällby AIF efter Hasse Larsson. I slutet på augusti samma år ställde Rosengren sin plats till förfogande och Jonas Andersson tog över.

## Personligt
Patrik Rosengren har en son, Otto Rosengren, som också är fotbollsspelare. Otto Rosengren spelar i Malmö FF och har fått smeknamnet "Lill-Bagarn".

## Meriter
- SM-guld 2008 (Kalmar FF)
- Svenskt Cup-guld 2007 (Kalmar FF)

### Seriematcher och mål
- 2012: 23 / 0
- 2011: 27 / 0
- 2010: 26 / 1
- 2009: 29 / 2 (Mjällby)
- 2008: 22 / 1
- 2007: 22 / 1
- 2006: 25 / 2
- 2005: 25 / 3
- 2004: 23 / 0
- 2003: 22 / 0
- 2002: 25 / 0 (Kalmar)
- 2001: 29 / 1 (Mjällby)